# Matthias Sehling
Matthias Sehling (* 10. Mai 1959 in München) ist ein deutscher Jurist und ehemaliger CSU-Bundestagsabgeordneter.
Sehling ist römisch-katholisch und verheiratet. Nach seiner Tätigkeit als Bundestagsabgeordneter war Matthias Sehling im bayerischen Sozialministerium tätig, aus dem er 2009 ausschied.

## Ausbildung und Beruf
Nach dem Abitur 1978 leistete Sehling 1978/79 seinen Wehrdienst. Von 1979 bis 1985 studierte er Rechtswissenschaften in München. Er schloss das Studium mit dem Zweiten juristischen Staatsexamen ab.
 1989 nahm Sehling eine Stelle als Jurist im Verein der Bayerischen Metallindustrie an. 1990/91 war er als Geschäftsführer in der Arbeitgeber-Landesvereinigung Sachsen tätig. 1991/94 engagierte er sich als sozialpolitischer Referent und Landesgeschäftsführer des gesundheitspolitischen Arbeitskreis der CSU (GPA). In den Jahren 1999 bis 2001 war er Leiter der Landesvertretung Bayern der Ersatzkassen.
Von 2001 bis zur Bundestagswahl 2002, sowie ab 2005 bis zu seinem Ausscheiden aus dem Staatsdienst im Herbst 2009 war er im Bayerischen Sozialministerium tätig.

## Partei
Sehling ist seit 1974 Mitglied der CSU, u. a. Vorsitzender der Schüler Union München, der Freien Jugendpresse Deutschland e.V. und im Ortsverband der JU Vaterstetten, stellv. Kreisvorsitzender der JU Ebersberg/Obb., Ortsvorsitzender der CSU Neuhausen-Nymphenburg in München.

## Ämter
Sehling war Stellvertretender Bundesvorsitzender der Sudetendeutschen Landsmannschaft (bis Februar 2008) und Vizepräsident des Bundes der Vertriebenen, außerdem Vorsitzender des Kuratoriums der Egerland-Kulturhaus-Stiftung Marktredwitz sowie Mitglied der Egerländer Gmoi z' München und der Ackermann-Gemeinde. Bis Mai 2006 war er zudem Generalsekretär des Sudetendeutschen Rates. Sein Vater Hans Sehling stammt aus Schönfeld, Landkreis Elbogen / Egerland. Mit 16 Jahren floh der Vater 1945 aus seiner Heimat, die Großeltern und die gesamte Verwandtschaft wurden 1945/46 aus dem Sudetenland vertrieben.

## Abgeordneter
Sehling war von Oktober 2002 bis September 2005 Mitglied des Deutschen Bundestages.